# 都市社会地理学
都市社会地理学（とししゃかいちりがく、英語: urban social geography）とは、社会地理学的な立場からみた都市地理学研究のアプローチである。

## 研究動向

### アメリカ合衆国
アメリカ合衆国で都市社会地理学の研究が盛んになったのは、公民権運動の影響である。当時は社会問題に関する研究への関心が強く、人種・民族集団や貧困に関する研究がよく行われた。当時の人種差別や社会的不平等に対する異議申し立てが研究の背景にあり、都市社会地理学ではセグリゲーションの研究などが行われた。また、1980年代になると女性を取り上げた研究も増加していった。
その後は都市社会地理学の領域で都市問題を幅広く研究するようになり、都市交通・都市内部での人口移動・ハウジングに関する研究も行われるようになっていった。

### 日本
日本では、社会学やカルチュラル・スタディーズ、建築学における空間論的転回の影響を受けて、都市社会地理学への関心が高まってきた。また、急速なグローバル化の時代下で、1980年後半以降の日本の都市社会地理学研究は、都市コミュニティ・社会階層化・ポリティクス・エスニシティといった研究に発展していった。また、少子高齢化のほか、一人親家庭や単身世帯の増加に伴う対策も都市社会地理学の現代の課題となっている。